# Edward Abbey
Edward Paul Abbey (Indiana, 29 gennaio 1927 – Tucson, 14 marzo 1989) è stato uno scrittore statunitense, noto per il suo interesse per l'ambiente e l'ecologia.
Tra i suoi scritti più famosi si può citare I sabotatori (The Monkey Wrench Gang) che divenne il testo ispiratore di molti movimenti ambientalisti (notoriamente l'organizzazione Earth First!) e dei cosiddetti ecoterroristi, lo stesso titolo venne usato come neologismo per definire l'azione di sabotaggio contro le cosiddette corporation a salvaguardia dell'ambiente e degli spazi incontaminati.

## Opere

### Fiction
- Jonathan Troy (1954) ISBN 1-131-40684-2
- The Brave Cowboy (1956) ISBN 0-8263-0448-6
- Fuoco sulla montagna (Fire on the Mountain) (1962) Meridiano zero, 2004. ISBN 8882370674
- Black Sun (1971) ISBN 0-88496-167-2
- I sabotatori (The Monkey Wrench Gang) (1975) Meridiano zero, 2001. ISBN 8882370291
- Good News (1980) ISBN 0-525-11583-8
- The Fool's Progress (1988) ISBN 0-8050-0921-3
- Hayduke Lives (1989) ISBN 0-316-00411-1
- Earth Apples: The Poetry of Edward Abbey (1994) ISBN 0-312-11265-3

### Non-fiction
- Deserto solitario: una stagione nei territori selvaggi (Desert Solitaire: A Season in the Wilderness) (1968) Muzzio, 1993. ISBN 8870216756
- Appalachian Wilderness (1970)
- Slickrock (1971) ISBN 0-87156-051-8
- Cactus Country (1973)
- The Journey Home (1977) ISBN 0-525-13753-X
- The Hidden Canyon (1977)
- Abbey's Road (1979) ISBN 0-525-05006-X
- Desert Images (1979)
- Down the River (with Henry Thoreau & Other Friends) (1982) ISBN 0-525-09524-1
- In Praise of Mountain Lions (1984)
- Beyond the Wall (1984) ISBN 0-03-069299-7
- One Life at a Time, Please (1988) ISBN 0-8050-0602-8
- A Voice Crying in the Wilderness: Notes from a Secret Journal (1989)
- Confessions of a Barbarian: Selections from the Journals of Edward Abbey, 1951-1989 (1994) ISBN 0-316-00415-4